# Asău
Asău é uma comuna romena localizada no distrito de Bacău, na região de Moldávia. A comuna possui uma área de 307.45 km² e sua população era de 7316 habitantes segundo o censo de 2007.